# إدارة حصر التبغ والتنباك اللبنانية
إدارة حصر التبغ والتنباك اللبنانية وتعرف اختصاراً باسم الريجي هي مؤسسة عامة تخضع لإدارة وزارة المالية اللبنانية، تقوم هذه المؤسسة بادارة كل ما يتعلق بالتبغ و تنحصر فيها تجارة الدخان الوطني و الأجنبي. تقع الإدارة العامة في الحدث، كما هناك مؤسسات أخرى تابعة للإدارة موزعة على مختلف المناطق اللبنانية أهمها في: طرابلس، البترون, بكفيا.

## وصلات خارجية
- الموقع الرسمي للإدارة.
- الموقع الرسمي لوزارة المالية اللبنانية.